# Slag bij Ascalon
De Slag bij Ascalon, ook gespeld Asjkelon of Ashkelon, vond plaats op 12 augustus 1099 en wordt vaak aangeduid als het laatste gevechtsoffensief van de Eerste Kruistocht.

## Achtergrond
De kruisvaarders hadden onderhandeld met de Fatimiden uit Egypte, gedurende hun tocht richting Jeruzalem, maar er kon geen overeenkomst gesloten worden. De Fatimiden wilden wel het gebied rond Syrië uit handen geven, maar het Palestijns gebied was uitgesloten. Voor de kruisvaarders was dit niet acceptabel, voor hen was het grootste doel het bereiken van de Heilig Grafkerk in Jeruzalem. Jeruzalem werd dan ook ingenomen op 15 juli 1099, na een lang beleg. Onmiddellijk na het veroveren van de stad vernamen de kruisvaarders dat er een Fatimidisch leger onderweg was om hen te belegeren.
De kruisvaarders handelden vlug: Godfried van Bouillon werd benoemd tot beschermheer van het Heilige Graf op 22 juli en Arnulf van Choques werd tot Patriarch van Jeruzalem benoemd op 1 augustus. Op 5 augustus werden er Relikwieën van het Heilige Kruis ontdekt, kort daarna arriveerden er twee Fatimidische ambassadeurs, die de kruisvaarders bevalen de stad te verlaten, maar deze werden genegeerd. Op 10 augustus leidde Godfried zijn overgebleven leger uit Jeruzalem naar Ascalon, wat een dag marcheren was. Ondertussen leidde Peter de Kluizenaar de katholieken en Grieks-orthodoxe kerkdiensten in processie van de Heilig Grafkerk naar de tempel. Robrecht II van Vlaanderen en Arnulf vergezelden Godfried naar Ascalon, terwijl Raymond IV van Toulouse en Robert van Normandië achterbleven in de stad. Wat daar de reden van was, zou mogelijk kunnen zijn uit meningsverschillen of omdat ze het aankomend nieuws van de Fatimiden liever van hun eigen verkenners vernamen. Toen ze het nieuws vernamen marcheerden ze de volgende dag Godfried achterna. Dicht bij Ramala sloot het leger van Tancred en Eustatius van Boulogne zich bij Godfried aan, die een maand daarvoor eropuit waren gestuurd om Nablus te veroveren. Op kop van het kruisvaardersleger, droeg Arnulf de Relikwie van het Heilig Kruis en Raymond D'Aguilers, de Relikwie van de Heilige Lans die gevonden was tijdens het Beleg van Antiochië.

## De slag
De Fatimiden werden geleid door de vizier al-Afdal Shahanshah, die mogelijk een leger van 50.000 manschappen aanvoerde (andere bronnen uit de Gesta Francorum reduceren dit tot 15-20.000 of anderzijds 200.000 manschappen). Zijn leger bestond uit diverse huurlingen, zoals Seltsjoeken, Turken, Perzen, Armeniërs, Koerden en Ethiopiërs. al-Afdal was van plan om de kruisvaarders in Jeruzalem te belegeren, al had hij geen grootschalig belegeringsmaterieel bij zich. Wel had hij een vloot tot zijn beschikking die voor de havenpoort van Ascalon lag. Het precieze aantal kruisvaarders dat op de been was is onduidelijk gebleven. Maar door Raymond van Aguilers werd 1.200 ruiters en circa 9.000 infanterie genoemd dat deelnam aan de slag. De hoogste schatting werd op 20.000 manschappen gehouden, maar dit werd onmogelijk geacht. al-Afdal sloeg zijn kamp op in de vallei al-Majdal, dicht bij Ascalon en bereidde zich voor op zijn doortocht naar Jeruzalem, en was er onbewust van dat de kruisvaarders al onderweg waren zijn kant uit. Op 11 augustus stuiten de kruisvaarders op ossen, schapen, kamelen en geiten, samengebracht om het Fatimidenkamp te voeden en al grazend buiten de stad. Volgens gevangenen die bij Ramla tijdens een schermutseling gevangen werden genomen, stond het vee daar om de kruisvaarders te ontmoedigen om meer land van de Fatamiden af te nemen, en om het zo makkelijker te maken voor de Fatimiden om aan te vallen. Maar al-Afdal wist nog steeds niet dat de kruisvaarders dicht in zijn buurt waren en was hen vermoedelijk ook niet aan het verwachten. Vervolgens zou het vee met het kruisvaardersleger meegelopen zijn, en leek het leger veel groter.
Op de ochtend van 12 augustus, kwamen kruisvaartverkenners hun leidinggevende melden dat ze het kamp van de Fatimiden hadden gevonden, vervolgens marcheerde het leger richting de nederzetting. Tijdens hun mars werden er negen divisies geformeerd. Godfried leidde de linkervleugel, en Raymond de rechter. In het midden werden de divisies aangevoerd door Eustatius, Robert van Normandië, Tancred en Gaston IV van Bearn. Er werd verder nog een divisie in tweeën gesplitst, waarbij bij elke groepering een kleine infanterie vooropliep.
Volgens de meeste verslagen (zowel christen als moslim), werden de Fatimiden compleet verrast door de aankomst van de kruisvaarders, en waren ze vooral onvoorbereid en was de veldslag kort en bondig. Alleen Albert van Aix beschreef dat de veldslag langer duurde dankzij een wel voorbereid Egyptisch leger. De twee hoofddivisies (vermoedelijk de rechter- en linkerflank) bestookten elkaar met pijl-en-boog totdat ze dicht bij elkaar waren om elkander met lansen te bevechten. De Ethiopiërs vielen vanuit het centrum aan, gesteund op de flank door de Fatimiden, deze wisten een gedeelte van de kruisvaarders de pas af te snijden, totdat Godfried van Bouillon zijn mensen bijstond. Ondanks de grote meerderheid en superioriteit van de Fatimiden, waren ze niet zo sterk te noemen als voorheen de Seltsjoeken. De veldslag leek al voorbij voordat de Fatimiden de zware cavalerie konden inzetten, die nog niet zo ver was. Daarna bliezen al-Afdal en zijn in paniek geraakte troepen de aftocht en zij trokken zich terug in hun veilige Egypte. Raymond achtervolgde er een aantal de zee in, anderen namen hun toevlucht in bomen, waarna ze met pijl-en-boog werden neergeschoten. Al-Afdal liet zijn kamp met alle rijkdommen achter, de verliezen aan kruisvaarderszijde zijn onbekend gebleven. De verliezen aan Egyptische zijde werden geschat op 10-12.000 manschappen.

## Nasleep
De kruisvaarders brachten de nacht door in het verlaten kamp, een volgende aanval voorbereidend. Maar de volgende morgen merkten ze dat het Fatimidische leger zich definitief naar Egypte had teruggetrokken. Al-Afdal had zich teruggetrokken met een schip. De kruisvaarders zagen hun kans schoon om te plunderen, waaronder al-Afdals krijgsstandaard en zijn enorme tent. De rest van het tentenkamp werd verbrand. Hierna trokken de overwinnaars terug naar Jeruzalem, waar zowel Godfried als Raymond de stad Ascalon opeisten.
Na deze veldslag besloten bijna alle kruisvaarders terug te keren naar hun plaats van herkomst binnen Europa. Hun belofte als pelgrim hadden ze vervuld. Aan het eind van het jaar waren er nog maar enkele honderden kruisvaarders in het Heilig Land. Deze werden in de loop der tijd aangevuld door nieuwe kruisvaarders die ook een pelgrimsgelofte hadden afgelegd.

### Primaire bronnen
- Albert van Aken, Historia Hierosolymitana
- Fulcher van Chartres, Historia Hierosolymitana
- Gesta Francorum
- Raymond van Aguilers, Historia francorum qui ceperunt Jerusalem

### Secundaire bronnen
- Hans Mayer, The Crusades. Oxford, 1965.
- Jonathan Riley-Smith, The First Crusade and the Idea of Crusading. Philadelphia, 1999.
- Steven Runciman, The First Crusaders, 1095–1131. Cambridge University Press, 1951.
- Kenneth Setton, ed., A History of the Crusades. Madison, 1969–1989.